# Birresdorf

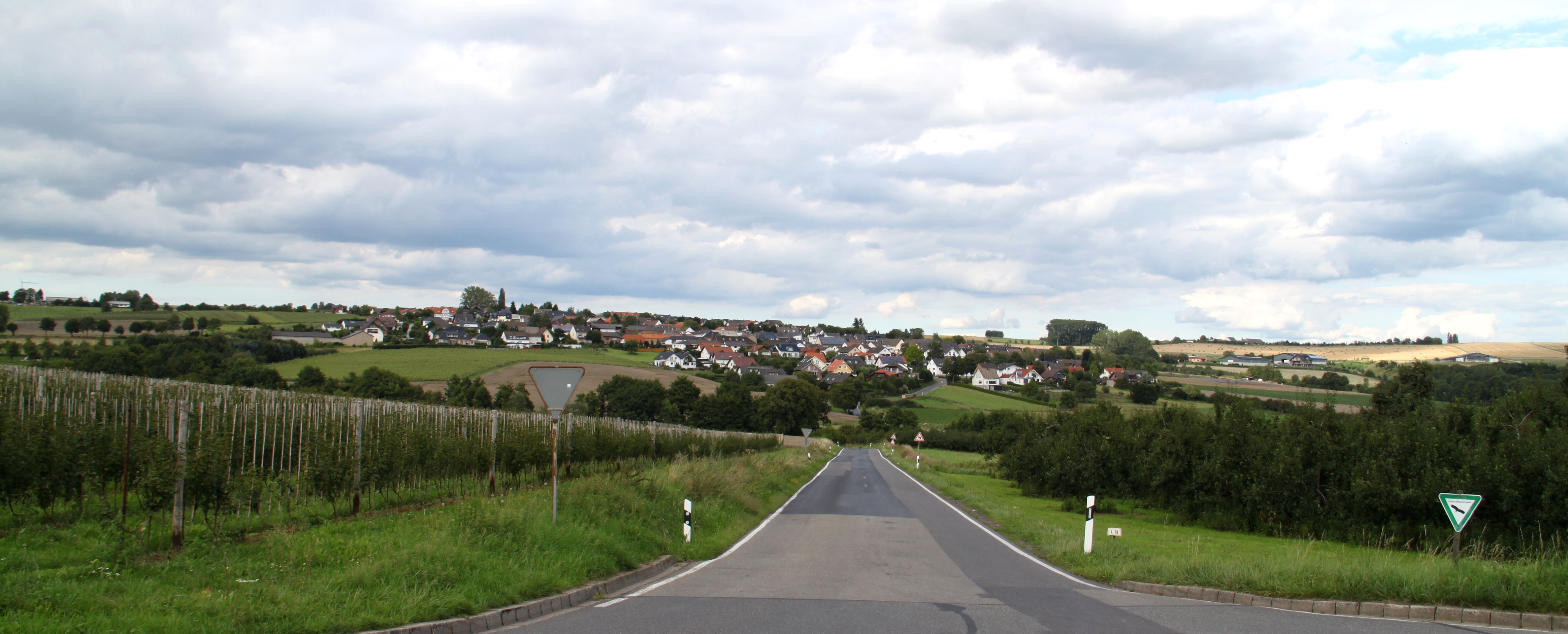
Blick von Leimersdorf auf Birresdorf

Birresdorf ist ein Ortsbezirk der verbandsfreien Gemeinde Grafschaft im rheinland-pfälzischen Landkreis Ahrweiler. Der Ortsbezirk Birresdorf hat zurzeit 931 Einwohner. Bis zur Eingliederung in die am 16. März 1974 neu gebildete Gemeinde Grafschaft war Birresdorf eine eigenständige Gemeinde.

## Geographie
Birresdorf liegt im Nordosten der Gemeinde Grafschaft an der Landesgrenze zu Nordrhein-Westfalen. Die nächste Großstadt Bonn ist etwa 20 km entfernt und liegt im Norden. Benachbarte Ortschaften sind Werthhoven (Gemeinde  Wachtberg), Oedingen (Stadt Remagen) sowie Nierendorf und Leimersdorf (Gemeinde Grafschaft). Zu Birresdorf gehören die Wohnplätze Bentgerhof, Paulshof und Hof Alte Burg.

## Geschichte
Birresdorf wird erstmals im Jahre 1110 urkundlich erwähnt.

## Politik

### Ortsbezirk
Birresdorf ist einer von elf Ortsbezirken der Gemeinde Grafschaft. Er wird durch einen Ortsbeirat und einem Ortsvorsteher vertreten.

### Ortsbeirat
Der Ortsbeirat besteht aus sieben Mitgliedern, die bei der Kommunalwahl am 9. Juni 2024 in einer personalisierten Verhältniswahl gewählt wurden.
Die Sitzverteilung im Ortsbeirat:
| Wahl | SPD | CDU | Grüne | FDP | WGZ 1 | Gesamt  |
| ---- | --- | --- | ----- | --- | ----- | ------- |
| 2024 | 1   | 4   | 1     | 1   | –     | 7 Sitze |
| 2019 | 2   | 4   | –     | 1   | –     | 7 Sitze |
| 2014 | 2   | 4   | –     | 0   | 1     | 7 Sitze |
| 2009 | 2   | 4   | –     | 1   | –     | 7 Sitze |

### Ortsvorsteher
Uwe Igelmund (CDU) wurde am 4. Juli 2024 Ortsvorsteher von Birresdorf. Bei der Direktwahl am 9. Juni 2024 hatte er sich mit einem Stimmenanteil von 65,4 % gegen einen Mitbewerber durchgesetzt und war damit für fünf Jahre gewählt worden.
Igelmunds Vorgänger Klaus Huse (CDU) hatte das Amt von 2009 bis 2024 inne.

## Kapelle

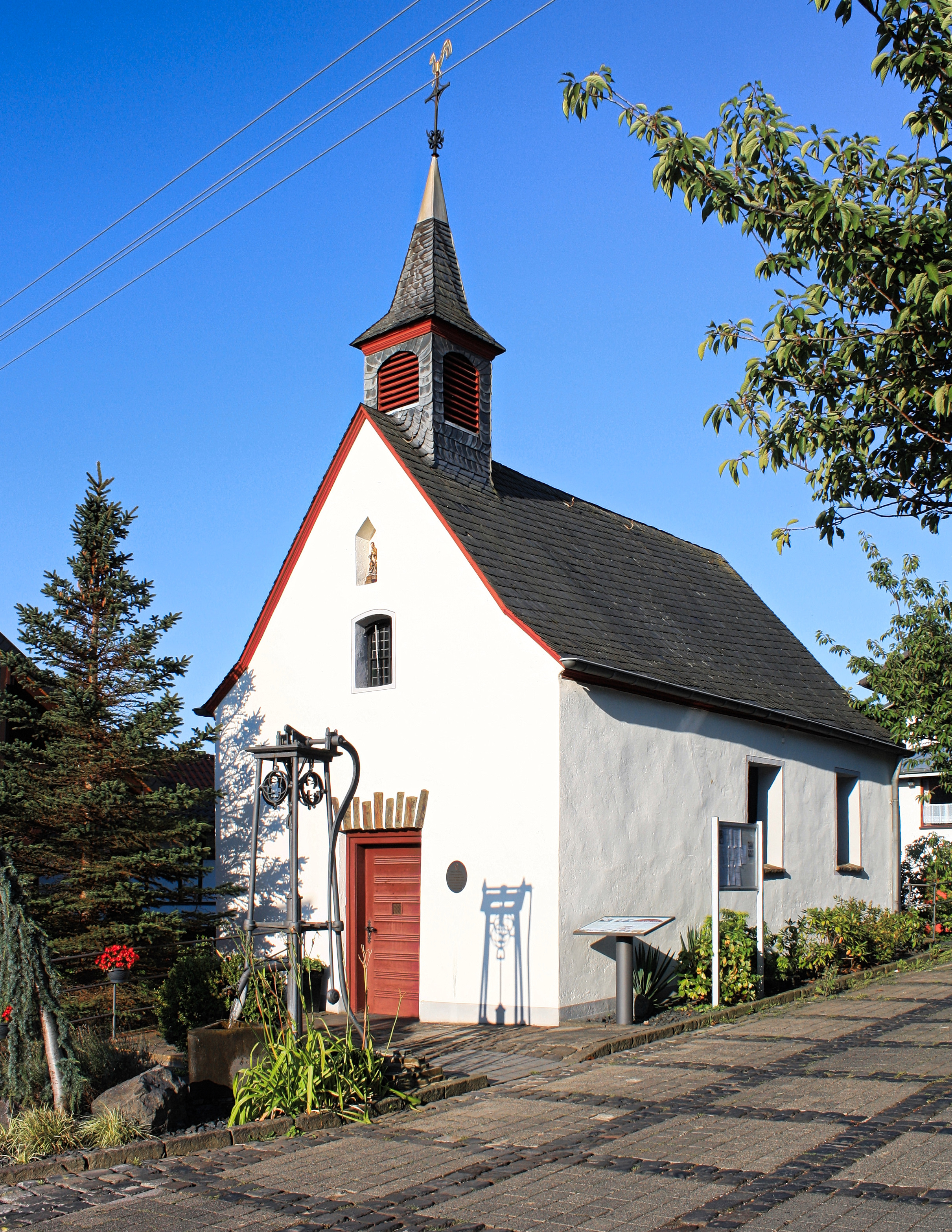
Kapelle St. Hubertus

Die Hubertuskapelle ist das Wahrzeichen von Birresdorf mit einer „bewegten“ Geschichte. Am 25. Mai 1671 wurde die Kapelle nach langer Bauzeit eingeweiht. Als Kapellenpatron wählten die Birresdorfer den heiligen Hubertus. Im Innenraum ist oberhalb des Altars die Hubertusjagd auf einem Querbalken dargestellt – auch als „Kleinod der Bauernkunst“ bezeichnet.
Mit der stark zunehmenden Motorisierung ab der Mitte des 20. Jahrhunderts wurde die Kapelle zu einem Verkehrshindernis und ihr Abriss und Neubau wurden diskutiert. Nachdem allerdings ein Grundstück nahe dem Standort der Kapelle innerhalb der nächsten Jahre frei werden würde, kam 1977 die Idee auf, die Kapelle zu verschieben. Dieses Vorhaben konnte 1982 umgesetzt werden. Am 23. April wurde die Kapelle zunächst etwa sechs Meter in südlicher Richtung versetzt. Am 26. April erfolgte dann eine Drehung um 90 Grad und sie wurde noch einige Meter nach Westen zu ihrem heutigen Standort gezogen.
Siehe auch: Liste der Kulturdenkmäler in Grafschaft

## Persönlichkeiten

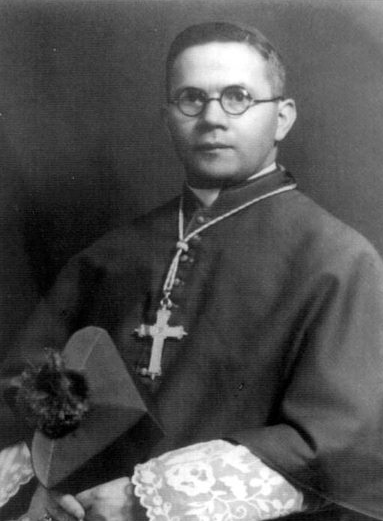
Eduard Profittlich

Der wohl bekannteste Birresdorfer ist Eduard Profittlich. Er wurde am 11. September 1890 geboren und war ein deutscher Jesuit, Glaubenszeuge, Märtyrer, Apostolischer Administrator für Estland und Titularerzbischof. Er starb am 22. Februar 1942 in Kirow im Stadtgefängnis Nr. 1.